# 太古神王
《太古神王》（英語：God of Lost Fantasy），2020年中國大陸古装玄幻電視劇，改編自淨無痕的同名網路小說，由導演胡儲璽、陳偉祥執導，編劇方模啟、薛慧、劉丹執筆的東方傳奇劇，講述太古時期羿王朝秦氏家族養子秦問天，歷經巨變後，立誓拔除奸佞，重整羿國，抵禦魔族入侵的熱血勵志故事，由盛一倫、王子文、向佐領銜主演，湯晶媚、陳孟奇、陳夢瑤、柒玥、吳佩柔、楊暾、張瑤、常鋮、謝君豪、景崗山、郭權賜、黃征、黃海冰、劉潤南、張天啟、林澄等主演  。

## 劇情簡介
君望域古羿國，秦家養子秦問天自幼羸弱，秦府被迫將其送入白府聯姻，自小寄人籬下，後白家為攀附皇城葉家悔婚，更欲取秦問天性命，他逃出生天，恰逢皇室巨變，三皇子羿天驕位，忠烈之後秦家被冠以莫須有罪名，滿門抄斬，秦問天躲過一劫，隻身潛入皇城，立誓拔除奸佞，重整羿國。途中，秦問天結識摯友凡樂、若歡…等人，加入武學名派九華門，卻意外得知落難太子羿無為正藏於九華門中，秦問天與莫家長孫女莫傾城一同守護羿無為，他睿智機敏，周旋于羿天驕的威逼利誘和爺爺秦昊的腹黑心機之間，跨過詭譎變幻的風雲迷霧，每每總能化險為夷，最終輔佐明君羿無為登上皇位後，出外修行。

## 播出时间
| 频道 | 所在地 | 播出日期       | 播出时间 | 备注 |
| ---- | ------ | -------------- | -------- | ---- |
| 優酷 | 中国   | 2020年8月27日  |          |      |
| VTV3 | 越南   | 2021年11月29日 |          |      |

## 演员列表

### 主要演员
| 演員   | 角色   | 介紹 |
| 盛一倫 | 秦問天 | 秦川義子 星魂石的主人 来自遥远的太古仙域 秦問天是秦家之後自幼被誤認為平庸之輩仍自強不息，秉承忠勇家訓的他意志堅韌、重情重義，在秦家險遭滅門後，被迫捲入王室爭鬥，並將家族使命扛在肩頭。狡詐人心、魔族詭計、強大妖獸，都是他面前的重重阻礙，但他厚積薄發，終成一代傳奇。 |
| 王子文 | 莫傾城 | 暗夜妖皇帝西與守剑灵姬凰之女 青玄仙域粒子世界楚國第一美女 武道天賦一般，溫柔、美麗、善良，擁有七竅玲瓏心，結識問天後與之相愛，最早出場的女子之一，天命榜前十，被白晴打敗，問天劍劈丹王殿後，被藥皇收為弟子，成為藥皇谷聖女，之後再見問天，記憶恢復，已和主角在粒子世界成婚，青玄部分開始之後核心戲份不多，成婚時黑伯代問天母親送給其一件鳳凰衣服，已激活，得到器靈認主與保護，因為問天妻子的身份，被天道聖院（開後門）招納並進入修行，因問天長青仙國戰死而心死，後在幽皇帶來問天活著的消息後活過來，境界修為天賦相對其他親友來說比較低，性格開朗活潑但比較脆弱，最後之戰，問天將其封印希望母親將其帶走求一線生存希望，希望問天擺脫蒼生劫，為親友戰鬥而犧牲，歷經輪回，問天超脫後陪伴其成長，記憶恢復後歸來，問天的第一個妻子 |
| 向佐   | 羿無為 | 羿国太子 受羿皇寵愛的羿無為自幼居於宮中，皇室的深切期許與魔族的虎視眈眈是他厚重的負擔。一心嚮往大千世界的他也因此遇到了他一生的摯愛秦瑤。對心愛之人的顛沛流離，他深感自己的無能為力而決心勵志圖強，最終也擔負起了一國之任的太子使命。 |
| 汤晶媚 | 白秋雪 | 白家長女 機智聰慧、天資過人，理性大於感性且懂得向現實屈服，與秦問天自小訂婚，卻為了家族利益，背叛秦問天，性格忽明忽暗，游走於理性和感性的邊緣，不再是純粹的正反派。怀了叶无缺的孩子。 |

### 其他演员
| 演員   | 角色     | 介紹 |
| 谢君豪 | 任千行   | 九華門大長老 一位仙風道骨、修行高深的世外高人。他激發了羿無為的鬥志，多次幫助秦問天力挽狂瀾。 |
| 黄海冰 | 秦川     | 秦問天的義父 青玄仙域粒子世界的秦府家主 一名驍勇善戰的將軍，更是激勵主角們崛起的關鍵人物。 |
| 张瑶   | 莫伤     | 莫傾城姑姑 秦問天的師父 九華門長老之一 |
| 陳孟奇 | 葉無缺   | 羿國四大家族之葉家長子 自幼天資聰穎、文武雙全、受葉家精英教育思維影響，為人非常極端。與白秋雪訂婚。與暗夜族勾搭並多次試圖陷害秦問天，殺人無數，挑播離間。在白秋雪要求退婚之際強姦了白秋雪。事後被白秋雪拜託高人把他綁了起來並將其去勢。而後力求報復所有人而去拔了把神劍。後來其欲殺白秋雪得知了其懷孕的消息。在試圖殺害被魔劍控制的秦問天時誤殺了白晴。最後一戰時為了保護白秋雪母子而犧牲。 |
| 景崗山 | 莫天霖   | 莫傾城父親 |
| 吳佩柔 | 若歡     | 九華門大師姐 武藝高清，高冷沉穩。喜歡羿無為 |
| 楊暾   | 凡樂     | 秦問天的朋友 坑門拐騙好吃懶做，在和問天的相處中逐漸修身養性開始承擔責任。喜歡若歡師姐。 |
| 陳夢瑤 | 白晴     | 秦問天青梅竹馬的妹妹 卻因個人選擇而走上了和姐姐截然相反的道路。小說中最早出現的人物，也是秦問天虧欠最多的女子。為救秦問天，被叶无缺所殺。 |
| 常铖   | 暗夜妖皇 | 莫傾城親生父親 守剑灵姬凰之女之夫 |
| 張倩   | 千手     | 九華門長老之一 |
| 郭權賜 | 歐辰     | 九華門弟子 |
| 高昕   | 歐峰     | 九華門弟子 |
| 林澄   | 秦瑤     | 秦問天長姐 羿無為的愛人 雪雲國太子之鍾意對象。 |

## 电视剧歌曲
| 曲序 | 曲目             |        | 作曲   | 编曲         | 演唱                     |
| ---- | ---------------- | ------ | ------ | ------------ | ------------------------ |
| 1.   | 斷緣訣（片头曲） | 李進   | 廖太宗 | 廖正星       | 摩登兄弟 劉宇寧 / 張赫宣 |
| 2.   | 回光（片尾曲）   | 零     | 李星彤 | 廖正星       | 江映蓉                   |
| 3.   | 霧（插曲）       | 李進   | 廖太宗 | 廖正星       | 溫嵐                     |
| 4.   | 思念成荒（插曲） | 劉家澤 | 芮英傑 | 任永恒、阿藍 | 曾惜、排骨教主           |